# Adriano Vianello
Adriano Vianello (Venezia, 20 settembre 1960 – Roma, 16 ottobre 2009) è stato un drammaturgo, regista teatrale e autore televisivo italiano.

## Biografia
Dopo il liceo classico Adriano Vianello studia filosofia all'Università Ca' Foscari di Venezia, dove determinanti sono l'incontro e la frequentazione con Emanuele Severino e Umberto Galimberti, docenti in quegli anni nell'ateneo lagunare. Con Galimberti si laurea, con il massimo dei voti, discutendo una tesi sul significato simbolico della parola greca farmacon in Platone.

## Carriera
Negli anni universitari studia recitazione presso il Teatro dell’Avogaria di Venezia dove ha come maestro il suo fondatore Giovanni Poli. Dimostra presto una significativa vena creativa, fondando e dirigendo una compagnia di teatro di strada, "Il carrozzone delle bugie" che, nel 1981 entra ufficialmente nel cartellone del rinato Carnevale di Venezia, organizzato dalla Biennale di Venezia, con una rappresentazione ai Magazzini del Sale di Viaggio di Carnevale, da lui scritto e diretto, che ottenne un ottimo successo di pubblico e critica. Importante, in questi anni di formazione, è la successiva frequentazione, insieme al fratello scenografo Sebastiano, della compagnia di Karlheinz Stockhausen che, nel 1984, mette in scena a Milano Samstag aus Licht, avvalendosi della sua collaborazione sia come attore  che come collaboratore alla regia. Inizia, da questa amicizia col grande musicista tedesco, un interesse di Vianello per l’opera e la musica contemporanea, che mai abbandonerà e che gli ispirerà alcuni progetti, tuttora inediti, alcuni dei quali scritti per lo stesso Stockhausen.
Alla metà degli anni 1980 Vianello inizia una serie di soggiorni di studio all’estero: il primo, durato un anno, a Parigi e il secondo, più breve, a Berlino. È proprio durante l’esperienza parigina che concepisce in lingua francese il primo lavoro teatrale maturo,Tunnel, che metterà in scena nel 1986, nella sua città natale, agli Ex Cantieri Navali della Giudecca.
Dal 1987, pur non trascurando il suo impegno nel teatro, Vianello si concentra nel lavoro di autore televisivo, svolgendo l'incarico che più metterà in gioco la sua vena creativa, collaborando a programmi della sede Rai di Torino Argento e oro e La rete, entrambi di Luciano Rispoli, e Il piacere di vivere di Bruno Modugno trasmesso da Roma, città nella quale si trasferisce, e dove risiederà definitivamente. Dal 1990 al 1999 è autore dello storico programma I fatti vostri di Michele Guardì, dove ha l'opportunità negli anni di scrivere i testi per Fabrizio Frizzi, Giancarlo Magalli, Alberto Castagna e Massimo Giletti. Infine, a chiusura del decennio, è autore de Il lotto alle otto di Michele Guardì e di In bocca al lupo! di Jocelyn Hattab , condotto da Carlo Conti e successivamente da Amadeus.
L'impegno lavorativo in Rai per tutti gli anni 1990, pur considerevole, non impedisce a Vianello di continuare a dedicarsi alla sua attività preferita quella di autore teatrale. Scrive infatti in quel periodo diversi testi, poi presentati al pubblico spesso con la sua regia. Il suo esordio a Roma avviene con La guerra in tempo di pace, in cui affronta con profondità e ironia il tema del rapporto di coppia, presentato al Teatro La Scaletta e interpretato da un giovane Ettore Belmondo, seguito poi Carne di struzzo, una commedia brillante che mette in ridicolo gli stereotipi della generazione dei trentenni piccolo borghesi degli anni 1990, al Teatro Tordinona . Interpretato da futuri protagonisti del cinema italiano come Marco Giallini , Sabrina Impacciatore, Rolando Ravello, Vincenzo Diglio, Antonella Alessandro e Carmen di Pietro , ebbe un grandissimo successo di pubblico e critica, e fu ripreso l'anno successivo, nel 1995 al Teatro Manzoni, con la partecipazione del comico Francesco Salvi.
Con Carlotta’s way, commedia che racconta le insicurezze e la voglia di fuga di una giovane trentenne e Ultima fermata Mestre, in cui affronta il tema delle nevrosi di una donna separata con la regia di Marco Maltauro, si afferma così definitivamente come uno dei protagonisti del teatro underground della capitale. La sua originalità creativa e la sua capacità di cogliere e interpretare con elegante vena ironica le tendenze più attuali, è confermato da Internautilus, geniale e pionieristico esperimento di teatro trasmesso in diretta via web al Teatro Vascello con la co-regia di Francesco Verdinelli.
La drammaturgia di Vianello però in quegli anni si arricchisce anche di una ricerca in ambito più letterario, come testimoniano Cantopinocchio presentato al Festival delle nazioni di Città di Castello, una rivisitazione del romanzo di Carlo Collodi, interprestato da Simona Marchini, ed Heroides, tratto da Ovidio, presentato al Festival di Taormina e interpretato da Caterina Vertova, Carla Cassola e Daniela Giovannetti.
Del 1997 è Il progetto di Bach e Mozart, il testo forse più rappresentativo e sofferto di Vianello, finalista al premio I.D.I. di quell'anno. Quest'opera sarà messa in scena però solo sette anni dopo al Teatro Vascello di Roma, con la regia dell'autore affiancato dalla regista milanese Donatella Massimilla.
Nei primi anni del 2000, come autore televisivo, Vianello viene apprezzato anche in aziende diverse dalla Rai, come LA7 Rete 4 e Italia 1, dove scrive i testi per Daria Bignardi in Tempi Moderni, prima di tornare in Rai, dove è autore assieme a Enrico Vaime, Claudio Fasulo, del varietà del sabato sera di Rai 1 Amore mio (diciamo così), condotto da Claudio Amendola. Sempre con Enrico Vaime, David Lubrano e Furio Andreotti, è autore del varietà del sabato sera Trash non si butta via niente, condotto da Enrico Montesano, così come è unico autore di Una notte a Sirmione, in prima serata su Rai 1, condotta da Carlo Conti.
Nel 2005 avviene l’incontro professionale con Pippo Baudo, per il quale Vianello diventerà autore prezioso e stimato. Il sodalizio comincia con il varietà Sabato italiano e prosegue ininterrottamente con Domenica in, fino al 18 ottobre del 2009 quando le commosse parole di ricordo del noto presentatore annunciano al pubblico l'improvvisa scomparsa del suo collaboratore. 
Vianello per tutto il decennio continua la sua attività teatrale, presentando nel 2001 Il gabinetto del dottor Lombroso al Teatro Ateneo con la musica di Fabrizio De Rossi Re e la regia di Benedetta Frigerio , per riprendere poi la collaborazione con Enrico Montesano, per il quale, insieme a Enrico Vaime, Nicola Fano e Maurizio Gianotti, scrive Nojo vulevon savuar e …è permesso?, rappresentati entrambi al Teatro Sistina di Roma. Nel 2007 scrive e dirige il suo ultimo spettacolo, Reincarnazioni, andato in scena al Teatro lo Spazio di Roma, una carrellata dalla preistoria al futuro e interpretato da un unico attore, nel quale appunto si “reincarna” l’archetipo del soldato abbandonato al fronte, che in ultima analisi diviene simbolo della solitudine e dell’ingiustizia di tutte le guerre.
Nel gennaio del 2021, con i teatri chiusi a causa della pandemia di COVID-19, Reincarnazioni è stato oggetto di una originale e innovativa rappresentazione via streaming realizzata dal Teatro Nuovo di Pisa, interpretata da Marco di Stefano con la regia di Tania Kabarova.  
L'attività teatrale prosegue fino alla precoce morte, avvenuta nel sonno la notte del 16 ottobre 2009. I fratelli, gli amici e gli intellettuali a lui più vicini lo ricordano come un artista attivo in più campi della creatività e come grande appassionato di musica e danza: dal tip-tap al tango, sua ultima travolgente passione.

## Opere
- Adriano Vianello, Il progetto di Bach e Mozart, Venezia, Studio LT2, 2010, ISBN 978-88-88028-51-4.
- Adriano Vianello, Carlotta's Way, Independently published, 2017, ISBN 978-1521884874.
- Adriano Vianello, Reincarnazioni, Independently published, 2017, ISBN 978-1521833209.
- Adriano Vianello, La guerra in tempo di pace, Independently published, 2018, ISBN 978-1726741903.
- Adriano Vianello, Carne di struzzo, Independently published, 2019, ISBN 978-1728862019.